# Episodi di Slide
La prima ed unica stagione della serie televisiva Slide, composta da 10 episodi, è stata trasmessa per la prima volta in Australia sul canale televisivo Fox8 dal 16 agosto al 18 ottobre 2011.
In Italia la serie è inedita.
| nº | Titolo originale | Titolo italiano | Prima TV Australia | Prima TV Italia |
| -- | ---------------- | --------------- | ------------------ | --------------- |
| 1  | Episode 1        |                 | 16 agosto 2011     |                 |
| 2  | Episode 2        |                 | 23 agosto 2011     |                 |
| 3  | Episode 3        |                 | 30 agosto 2011     |                 |
| 4  | Episode 4        |                 | 6 settembre 2011   |                 |
| 5  | Episode 5        |                 | 13 settembre 2011  |                 |
| 6  | Episode 6        |                 | 20 settembre 2011  |                 |
| 7  | Episode 7        |                 | 27 settembre 2011  |                 |
| 8  | Episode 8        |                 | 4 ottobre 2011     |                 |
| 9  | Episode 9        |                 | 11 ottobre 2011    |                 |
| 10 | Episode 10       |                 | 18 ottobre 2011    |                 |